# Linanthus filiformis
Linanthus filiformis är en blågullsväxtart som först beskrevs av Charles Christopher Parry och Asa Gray, och fick sitt nu gällande namn av J.M. Porter och L.A. Johnson. Linanthus filiformis ingår i släktet Linanthus och familjen blågullsväxter. Inga underarter finns listade i Catalogue of Life.